# 마케돈스카카메니차

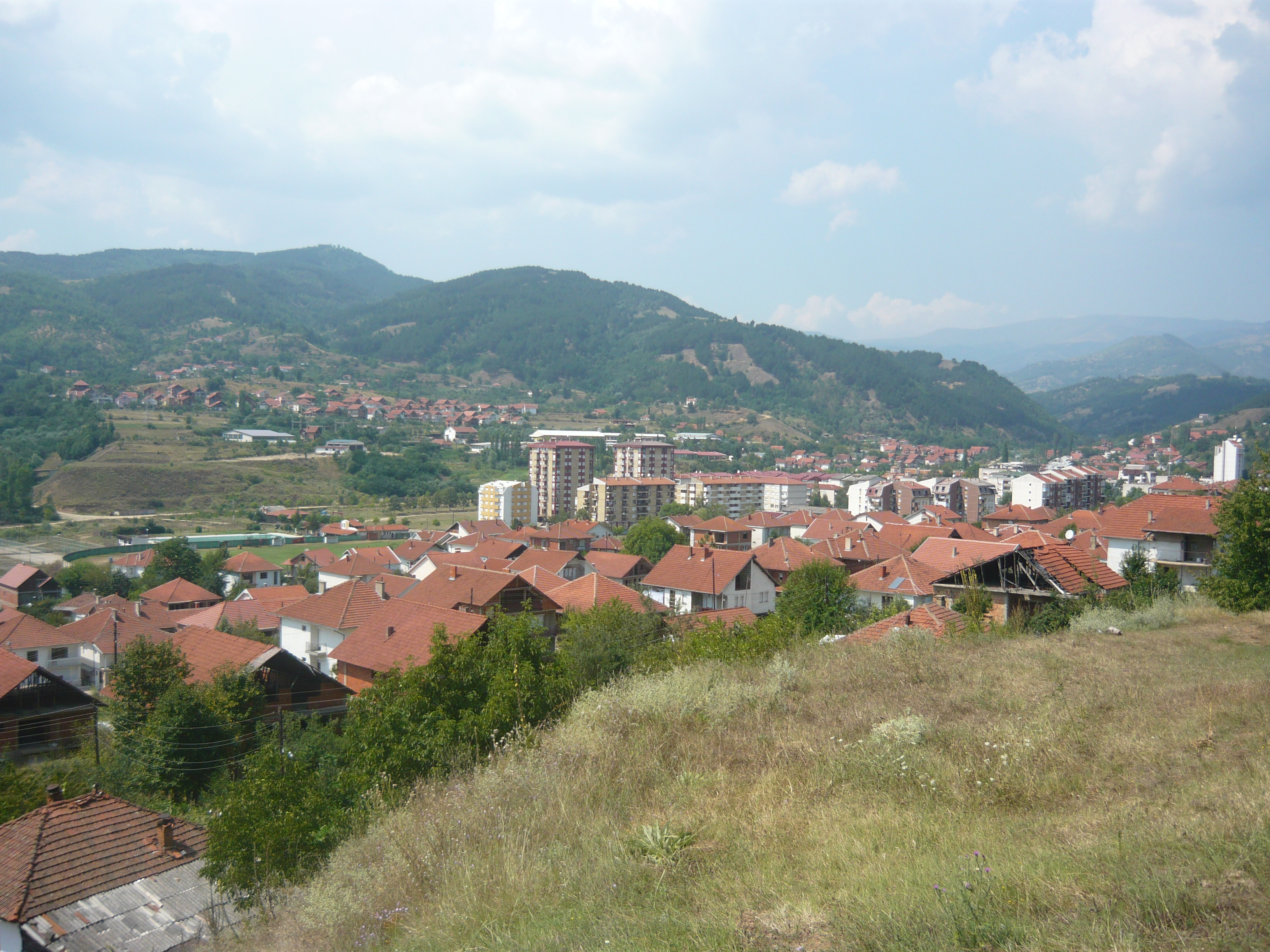
마케돈스카카메니차

마케돈스카카메니차(마케도니아어: Македонска Каменица)는 마케도니아 공화국 동부에 위치한 도시로 면적은 189km2, 인구는 8,110명(2002년 기준)이다.

시기
시 문장